# Teresa de la Parra

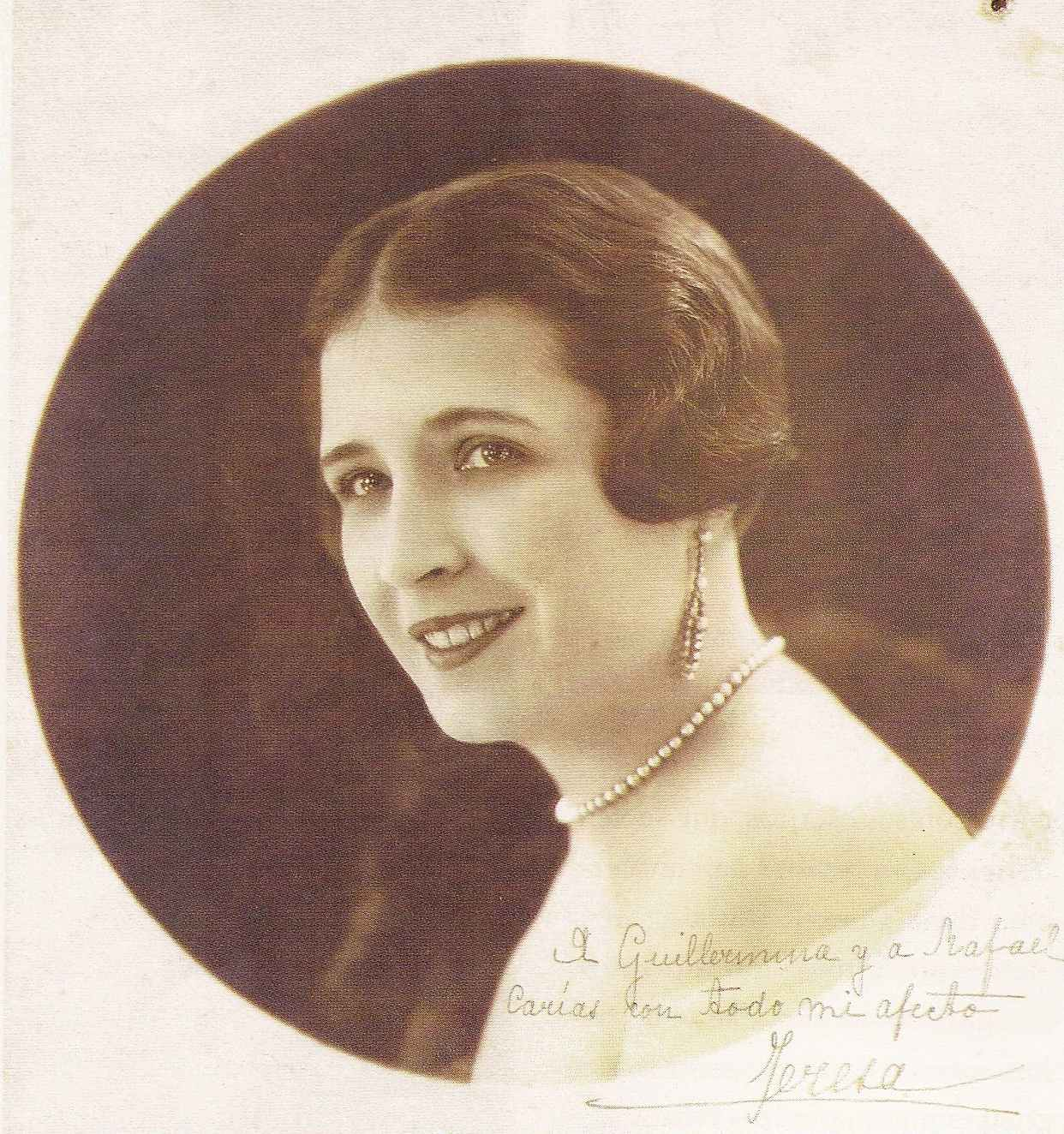
Teresa de la Parra

Teresa de la Parra (* 5. Oktober 1889 in Paris; † 23. April 1936; eigentlich Ana Teresa Parra Sanojo) war eine venezolanische Schriftstellerin.

## Werk
Teresa de la Parra gilt als eine der wichtigsten Vertreterinnen der venezolanischen Frauenliteratur. Ihr Roman Ifigenia, diario de una señorita que escribió porque se fastidiaba (deutsch unter dem Titel: Tagebuch einer jungen Dame, die sich langweilt) erschien 1924 in Paris und in einer überarbeiteten Fassung 1928. Er fand unter anderem Aufnahme in der UNESCO-Sammlung repräsentativer Werke und in der Manesse Bibliothek der Weltliteratur. Ihr Werk umfasst neben Erzählungen auch Essays. Sie ist im Panteón Nacional de Venezuela  (Nationales Pantheon Venezuelas) begraben.

## Werke (Auswahl)
- Ifigenia. Diario de una señorita que escribió porque se fastidiaba. J. H. Bendelac, Paris 1928.
  - deutsche Übersetzung: Tagebuch einer jungen Dame, die sich langweilt. Roman. Aus dem Spanischen übersetzt von Petra Strien-Bourmer. Nachwort von Maike Albath. Manesse, Zürich 2008, ISBN 978-3-7175-2154-9.
  - französische Übersetzung: Iphigénie. Übersetzt von Yves Coleman unter Mitarbeit von Violante do Canto. Reihe Collection UNESCO d’oeuvres représentatives. Indigo & Côté-femmes éditions, Paris 1995, ISBN 2-907883-91-7.
- Memorias de mama Blanca. Panapo, Caracas 1968.

Werkausgaben
- Obra escogida (Ausgewählte Werke). Monte Avila Editores Latinoamericana, Caracas 1992.
- Obra. Narrativa, ensayos, cartas. Biblioteca Ayacucho, Caracas 1982.